# Aminoácido aromático hidroxilasa dependiente de biopterina
Las aminoácido aromático hidroxilasas dependientes de biopterina (AAAH) son una familia de enzimas hidroxilasas que actúan sobre aminoácidos aromáticos entre las que se incluye la fenilalanina 4-hidroxilasa (EC 1.14.16.1), tirosina 3-hidroxilasa (EC 1.14.16.2), y triptófano 5-hidroxilasa (EC 1.14.16.4). Estas enzimas actúan principalmente hidroxilando a los aminoácidos L-fenilalanina, L-tirosina, y L-triptófano, respectivamente.
Las enzimas AAAH son proteínas que se encuentran funcional y estructuralmente relacionadas, y actúan como pasos catalíticos limitantes de velocidad en importantes rutas metabólicas. Cada una de estas enzimas AAAH contiene hierro y cataliza la hidroxilación directamente sobre el anillo aromático de un aminoácido utilizando tetrahidrobiopterina (BH4) como sustrato. Las enzimas AAAH se regulan por fosforilación en una serina de su dominio N-terminal.

## Papel en el metabolismo
En humanos, la deficiencia de fenilalanina hidroxilasa puede provocar fenilcetonuria, el más común entre los errores innatos del metabolismo de los aminoácidos. La fenilalanina hidroxilasa cataliza la conversión de L-fenilalanina a L-tirosina. La tirosina hidroxilasa cataliza el paso limitante en velocidad en la biosíntesis de las catecolaminas: la conversión de L-tirosina en L-DOPA. En forma similar, la triptófano hidroxilasa cataliza el paso limitante de velocidad en la biosíntesis de serotonina: la conversión de L-triptófano a 5-hidroxi-L-triptófano.

## Estructura
Se ha sugerido que las enzimas AAAH  contienen una  secuencia conservada en su dominio catalítico (C) C-terminal y un dominio regulatorio (R) en el extremo N-terminal no relacionado. Es posible que el dominio proteico R surgiera a partir de genes que fueron reclutados de diferentes fuentes para combinarse con el gen común del núcleo catalítico (C). Es decir, que al combinar el mismo dominio C, las proteínas adquirieron las propiedades regulatorias únicas de los diferentes dominios R por separado.